# Milena Godina
Milena Godina, slovenska gledališka in filmska igralka, * 21. marec 1912, Trst, † 2. maj 1995, Maribor.
Igre se je učila v mariborski igralski šoli Jožeta Koviča in Vladimirja Skrbinška. Nastopala je v SNG Maribor, od leta 1949 do upokojitve leta 1971, ter v Skopju in Banja Luki. Nastopila je tudi v nekaj filmih slovenske produkcije.
Njen sin je režiser Karpo Godina.

## Filmografija
- Splav meduze (1980, celovečerni igrani film)
- Vdovstvo Karoline Žašler (1976, celovečerni igrani film)
- Rdeče klasje (1970, celovečerni igrani film)